# Melaneremus canillii
Melaneremus canillii is een rechtvleugelig insect uit de familie Gryllacrididae. De wetenschappelijke naam van deze soort is voor het eerst geldig gepubliceerd in 1915 door Griffini.